# 파라슈라마
파라슈라마(산스크리트어: परशुराम Paraśurāma), 또한 라마 자마다그냐, 라마 바르가바 그리고 비라라마로도 불리는, 그는 힌두교에서 수호신 비슈누의 다샤바타라 중 여섯 번째 아바타라이다. 힌두교 전통은 그를 지구의 악을 파괴하는 자로 여긴다. 전설에 따르면, 시바는 그에게 가서 악당, 무례한 남자, 극단주의자, 악마, 그리고 교만에 눈이 먼 자들로부터 어머니 지구를 해방시키라고 조언했다. 그는 치란지비(불멸자) 중 한 명으로 묘사되며, 칼리 유가 말기에 나타나 비슈누의 열 번째이자 마지막 화신인 칼키의 스승이 될 것이다.
자마다그니와 레누카 사이에 태어난 브라만 파라슈라마는 지상에 압도적인 악이 만연할 때 나타날 것이라고 예언되었다. 무기와 권력을 가진 크샤트리야 계급은 그들의 권력을 남용하고, 다른 사람의 것을 강제로 빼앗고, 사람들을 폭군적으로 지배하기 시작했다. 그는 이 크샤트리야들을 스물한 번 파괴함으로써 우주적 균형을 바로잡았다(일부 혈통은 남겼다). 그는 비슈누의 아내인 락슈미의 화신인 다라니와 결혼했다.
서사시 라마야나에서 그는 시타 스와얌바라 이후 라마가 신성한 활 피나카를 들어 부러뜨렸을 때 나는 큰 소리를 듣고 나타난다. 그는 나중에 라마가 비슈누 자신임을 추론하고, 자신이 라마에게 자신의 고행의 열매를 파괴해 달라고 요청했다.
마하바라타에서 비슈누의 여섯 번째 화신인 강력한 전사 현자 파라슈라마는 비할 데 없는 무예로 유명하다. 서사시는 파라슈라마가 쿠루크셰트라 전쟁을 끝내는 데 걸렸을 정확한 일수를 명시적으로 언급하지 않지만, 그의 전설적인 위업은 그가 신속하게 전쟁을 끝낼 수 있었음을 시사한다.
이러한 설명들을 고려할 때, 마하바라타의 다양한 재해석과 해석에서 파라슈라마는 쿠루크셰트라 전쟁을 하루 만에 끝낼 능력을 가졌다고 널리 믿어진다. 그러나 그는 금욕과 중립 서약을 지키며 전투에 참여하지 않기로 선택했다.
따라서 마하바라타는 특정 기간을 제공하지 않지만, 파라슈라마의 전설적인 무예는 그가 쿠루크셰트라 전쟁을 단 하루 만에 끝낼 수 있었음을 암시한다.
서사시 마하바라타에서 그는 비슈마, 드로나, 루크미 그리고 카르나의 구루였다.
파라슈라마는 용기, 공격성, 전쟁과 함께 평온, 인내, 신중함을 포함한 다양한 특성을 지니고 있다고 한다. 그는 브라만, 어린이, 여성, 노인 및 사회의 다른 약자들에게 자애로움을 베푸는 것으로 알려져 있었다.

## 전설
힌두교의 역사에 따르면, 파라슈라마는 현자 자마다그니와 그의 크샤트리야 아내 레누카 사이에서 태어났다. 지역 전통에서는 그들이 자나파브에 위치한 오두막에서 살았다고 믿어진다. 그들은 그들이 원하는 모든 것을 주는 신성한 암소 수라비를 가지고 있었다 (수라비는 암소 카마데누의 딸이다). 카르타비리야 아르주나라는 왕(판다바의 아르주나와 혼동하지 말 것)가 이 풍요의 암소에 대해 듣고 그것을 원한다. 그는 자마다그니에게 그것을 달라고 요청하지만 현자는 거절한다. 파라슈라마가 오두막을 비운 사이에 왕은 그것을 강제로 빼앗아 간다. 자마다그니가 자신의 주장을 간청하고 암소를 돌려달라고 요구하자, 왕은 주먹으로 그를 때려 죽인다. 파라슈라마는 이 범죄에 대해 알게 되고, 분노한다. 손에 도끼를 든 채, 그는 왕에게 전투를 신청한다. 파드마 푸라나에 따르면 그들은 싸우고, 파라슈라마는 왕을 물리치고 죽인다.
사악한 마음을 가진 자는 자신의 죄로 인해 용맹을 잃었다. 레누카의 강력한 아들, 분노하여 그의 머리를 잘랐으니, 강력한 인드라가 큰 산봉우리를 자른 것처럼, 그는 용감하고 분노하여 사하스라바후와 모든 왕들을 전투에서 그의 도끼로 죽였다. 라마, 매우 두려운 자를 보고, 지상의 모든 왕들은 두려움에 떨며 사자들이 사자를 보는 것처럼 도망쳤다. 분노한 라마는 그의 아버지의 살해에 대한 분노 때문에 도망친 왕들조차 죽였으니, 분노한 가루다가 뱀들을 죽인 것처럼. 용감한 라마는 크샤트리야들로부터 전 세계를 깨끗하게 만들었으나, 그의 외조부와 관련된 가문이었고 그의 어머니의 말 때문에 오직 이크슈바쿠의 위대한 가문만을 보호했다 [즉, 살려주었다].— 파드마 푸라나, 제241장

전사 계급이 그에게 도전하고, 그는 그 계급의 모든 구성원을 학살한다. 단, 마누와 이크슈바쿠의 혈통에 속하는 자들은 제외한다. 자마다그니의 강력한 아들은 크샤트리야들로부터 세상을 구한 후 아슈바메다 제사를 지낸다. 그는 브라만 계급에 속하는 주요 리시들에게 일곱 개의 섬과 함께 지구를 부여한다. 지구와 자신의 폭력적인 행동을 포기한 후, 그는 고행에 전념하기 위해 나라-나라야나의 은둔처로 은퇴한다. 이 전설은 지식의 의무를 가진 바르나 브라만과 전사 및 집행 역할을 가진 크샤트리야 바르나 사이의 고대 갈등에 뿌리를 두고 있을 가능성이 높다.

### 서사시 라마야나
라마야나에서, 라마가 미틸라에서 시타와 결혼한 후, 아요디아로 돌아가는 길에, 그의 일행은 불길한 징조들을 접하게 된다. 지진과 먼지 폭풍 속에서, 파라슈라마가 그들 앞에 나타난다. 자신에게 바쳐진 제물을 받은 후, 파라슈라마는 라마에게 싸움을 신청한다. 조건은 왕자가 자신의 활인 샤랑가의 시위에 활을 놓아 발사함으로써 자신의 힘을 현자에게 보여주는 것이었다. 다샤라타가 라마에게 이 임무를 면제해 달라는 간청을 무시하고, 파라슈라마는 활의 신성한 기원과 소유권의 역사를 전달하며, 전사로서의 라마의 기술에 호소한다. 라마는 파라슈라마에게서 활을 빼앗아 시위에 놓는데, 이 행동으로 인해 파라슈라마는 그의 신성한 힘을 잃게 된다. 겸손해진 파라슈라마는 라마가 비슈누의 화신임을 인정하고, 왕자에게 자신이 마헨드라 산으로 돌아가 요가를 수련하고 공덕을 쌓을 수 있도록 허락해달라고 요청한다. 라마를 숭배하며 한 바퀴 돈 후, 파라슈라마는 자신의 은둔처로 돌아간다.

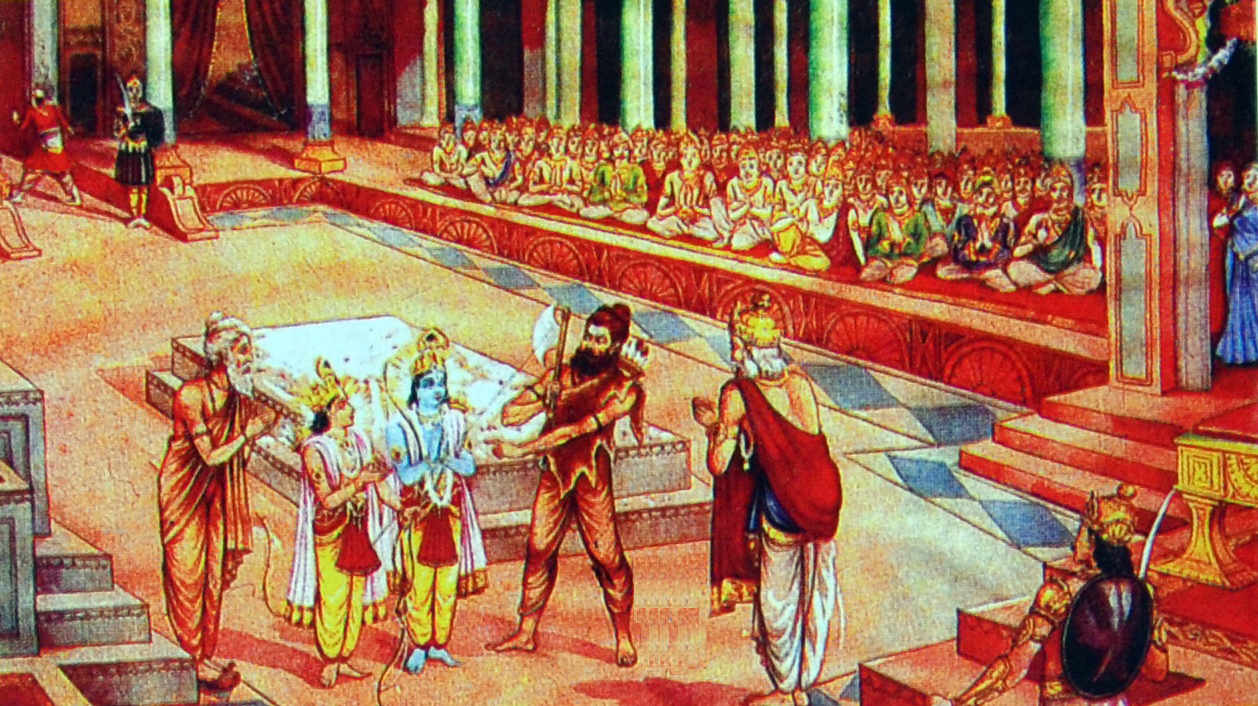
스리 바르가바라가비암의 그림

### 서사시 마하바라타

#### 비슈마
마하바라타에서 파라슈라마는 공주 암바를 위해 중재하여, 납치된 그녀를 그의 제자 비슈마에게 결혼하도록 명령하겠다고 약속한다. 파라슈라마가 그의 수행원들과 함께 쿠루크셰트라에 도착하자, 그는 비슈마에게 그의 도착을 알리는 메시지를 보낸다. 비슈마는 그의 구루를 만나러 와서 전통적인 존경을 표한다. 파라슈라마는 비슈마에게 암바를 아내로 받아들이라고 명령한다. 비슈마는 독신 서약을 했다고 다시 진술하며 거부한다. 격분한 파라슈라마는 비슈마를 죽이겠다고 위협한다. 비슈마는 현자를 진정시키려 노력하지만 헛수고였고, 결국 자신의 크샤트리야 의무를 지키기 위해 그의 구루와 싸우기로 동의한다. 강가는 자신의 아들과 위대한 현자에게 간청하여 싸움을 멈추려 하지만 실패한다. 이 대전은 23일 동안 계속되지만 아무런 결과도 얻지 못한다. 24일째에 비슈마가 치명적인 무기를 사용하기로 결정하자, 신성한 현자 나라다와 데바들의 요청으로 파라슈라마는 충돌을 끝내고 싸움은 무승부로 선언된다. 파라슈라마는 암바에게 사건들을 설명하고 비슈마의 보호를 구하라고 촉구한다. 그러나 암바는 파라슈라마의 조언을 듣기를 거부하고 고행을 통해 자신의 목표를 달성할 것이라고 화를 내며 선언한다.

### 파라슈람 크셰트라

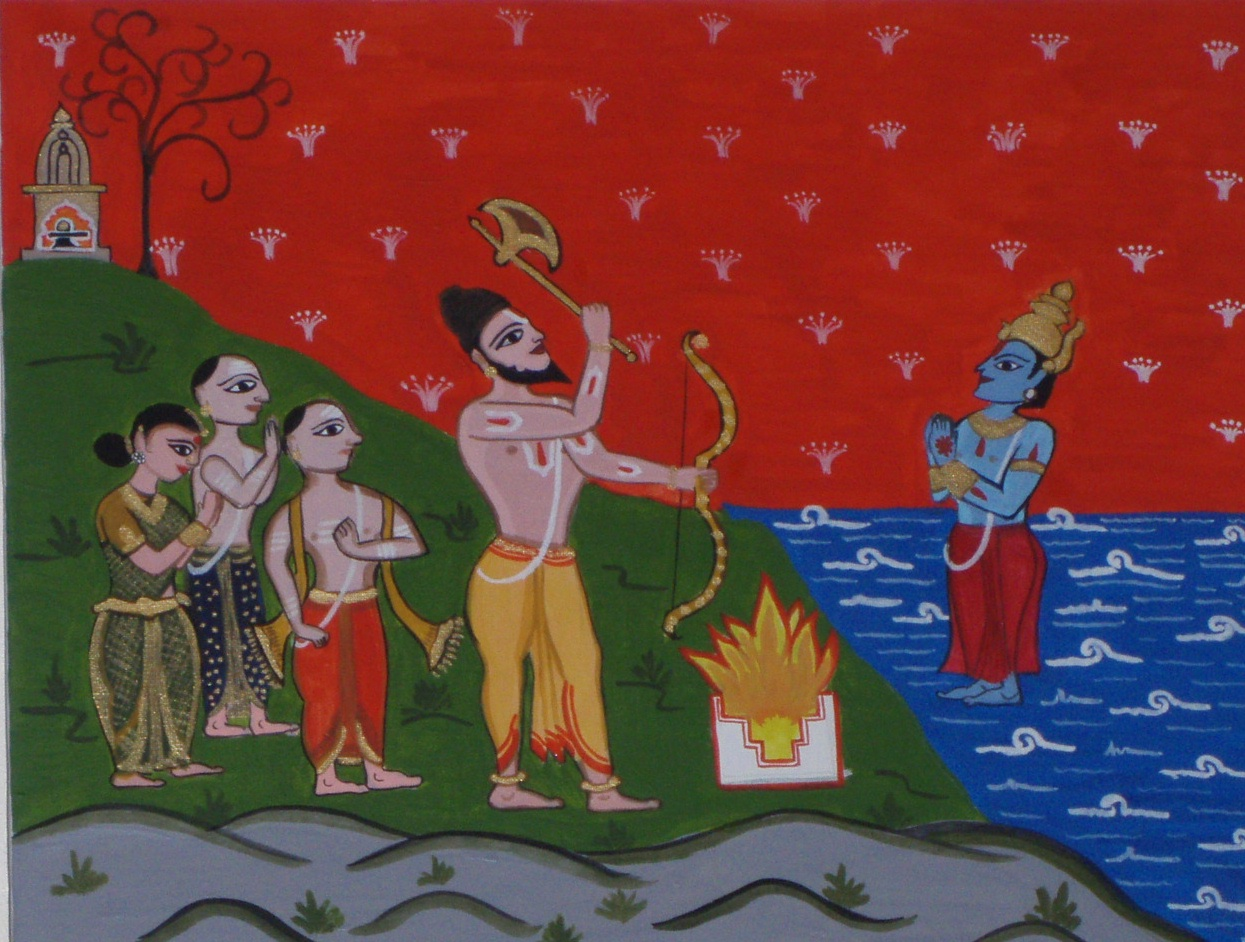
파라슈라마, 정착민들에게 둘러싸여 물의 신 바루나에게 물을 물러가고 고카르나에서 칸야쿠마리까지 '파라슈라마 크셰트라'라는 땅을 브라만들을 위해 만들라고 명령한다

서해안의 지리적, 문화적 기원에 관한 전설들이 있다. 그러한 전설 중 하나는 파라슈라마에 의해 바다로부터 서해안이 회복된 이야기이다. 이 전설은 마하비슈누의 화신인 파라슈라마가 그의 전투 도끼를 바다에 던졌다고 선포한다. 그 결과, 서해안의 땅이 솟아올랐고, 따라서 물로부터 회복되었다. 그가 도끼를 던졌던(또는 화살을 쏘았던) 장소는 마하라슈트라의 나시크 지구 바글란 탈루카에 있는 살레르 요새(마하라슈트라에서 두 번째로 높은 봉우리이자 가장 높은 요새)에 있다. 이 요새 정상에는 파라슈람에게 바쳐진 사원이 있으며, 바위에는 일반인의 네 배 크기의 발자국이 있다. 이 요새는 낮은 고원에 여신 레누카, 파라슈람의 어머니의 사원과 큰 물탱크 가장자리에 샤미야나를 세우기 위한 기둥 구덩이가 있는 야기아 쿤다도 있다.
상감 고전 푸라나누루에 따르면, 체라 왕 센쿠투반은 칸야쿠마리와 히말라야산맥 사이의 땅을 정복했다. 적수가 없자 그는 창을 바다에 던져 바다를 포위했다. 17세기 말라얄람어 작품 케랄로파티에 따르면, 케랄라주의 땅은 비슈누의 여섯 번째 화신인 도끼를 든 전사 현자 파라슈라마에 의해 바다에서 회수되었다 (따라서 케랄라는 파라슈라마 크셰트람 '파라슈라마의 땅'이라고도 불린다). 파라슈라마는 도끼를 바다 건너 던졌고, 물은 도끼가 닿는 곳까지 물러났다. 전설에 따르면, 이 새로운 땅은 고카르나에서 칸야쿠마리까지 뻗어 있었다. 바다에서 솟아난 땅은 소금으로 가득 차 살기에 부적합했으므로, 파라슈라마는 뱀의 왕 바수키를 불러냈고, 바수키는 성스러운 독을 뱉어 흙을 비옥한 푸른 땅으로 바꾸었다. 존경심에서 바수키와 모든 뱀들은 땅의 수호자로 임명되었다. P. T. 스리니바사 아이옌가르는 센쿠투반이 초기 아리안 정착민들이 가져온 파라슈라마 전설에 영감을 받았을 수 있다고 이론화했다.
현재 고아주(또는 고만탁)는 콘칸의 일부인데, 사우스 고아 지구 카나코나에 파라슈라마에게 헌정된 사원이 있다.

## 샤스트라
파라슈라마는 일반적으로 레누카와 리시 자마다그니의 다섯 번째 아들로 제시된다. 파라슈라마의 전설은 여러 힌두교 문헌에 다양한 버전으로 나타난다.

### 데비 바가바타 푸라나
데비 바가바타 푸라나의 제6장에서 그는 강렬한 빛에 둘러싸여 허벅지에서 태어나 모든 전사들의 눈을 멀게 하는데, 그들은 그들의 악한 행위를 뉘우치고 시력이 회복되면 도덕적인 삶을 살겠다고 약속한다. 소년은 그들에게 은혜를 베푼다.
바가바타 푸라나 제2.3.47장에 따르면 파라슈라마는 마헨드라 산맥에서 은퇴했다.

### 비슈누 푸라나
비슈누 푸라나 제4장에서, 르치카는 두 여인을 위해 식사를 준비하는데, 하나는 간단한 것이고 다른 하나는 여인이 전사적 힘을 가진 아들을 임신하게 하는 재료들로 만든 것이다. 후자를 레누카가 실수로 먹게 되고, 그녀는 파라슈라마를 낳는다.

### 바유 푸라나
바유 푸라나 제2장에서 그는 어머니 레누카가 루드라 (시바)와 비슈누에게 바쳐진 희생 제물을 먹은 후에 태어났는데, 이는 그에게 크샤트리야와 브라만의 이중적 특성을 부여한다.

### 마하바라타
파라슈라마는 마하바라타의 일부 버전에서 그의 도끼로 엄청난 수의 크샤트리야 전사들을 죽인 화난 브라만으로 묘사되는데, 이는 그들이 그들의 권력을 남용했기 때문이었다. 일부 버전에서는 그가 아버지의 복종 시험을 위해 어머니를 죽이기까지 한다. 파라슈라마가 아버지의 명령에 따라 어머니를 죽인 후, 그의 아버지는 그에게 은혜를 베푼다. 파라슈라마는 어머니가 다시 살아나게 해 달라고 요청하고, 어머니는 다시 살아난다. 파라슈라마는 폭력 이후에도 슬픔에 잠겨 죄를 뉘우치고 속죄한다. 그의 어머니가 다시 살아난 후, 그는 피 묻은 도끼를 닦으려 하지만 닦이지 않는 피 한 방울을 발견하고 다른 강에서 피 방울을 닦으려 한다. 이때 그는 도끼를 닦을 수 있는 성스러운 강을 찾아 인도의 남쪽으로 이동하여 마침내 시모가의 티르타할리 마을에 도착하여 도끼를 닦으려 하는데 놀랍게도 도끼가 신성한 퉁가 강에서 깨끗해진다. 신성한 강에 대한 존경심으로 그는 시바 링감을 만들고 푸자를 수행하며 그 사원은 라메슈와라 사원이라고 불린다. 파라슈라마가 도끼를 닦은 곳은 라마쿤다 불린다.
그는 마하바라타에서 비슈마 (제5.178장), 드로나 (제1.121장) 및 카르나 (제3.286장)의 스승으로서 중요한 역할을 수행하며, 무술을 가르치고 전쟁 양측의 주요 전사들을 돕는다.
케랄라주 지역 문학에서 그는 땅의 창시자이며, 바다에서 땅을 건져내고 그곳에 힌두 공동체를 정착시킨 자이다. 그는 일부 힌두교 경전에서 라마 자마다그냐와 라마 바르가바라고도 알려져 있다. 그는 비슈누의 화신 중 유일하게 죽지 않고, 추상적인 비슈누로 돌아가지 않으며, 명상적인 은둔 생활을 한다. 또한, 그는 라마야나와 마하바라타의 일부 버전에서 다른 비슈누의 화신인 라마와 크리슈나와 함께 공존하는 유일한 비슈누의 화신이다.

### 사만타 판차카
상그라하 파르바에 따르면, 크샤트리야 21세대를 죽인 후, 그는 그들의 피를 사만타 판차카 (산스크리트어: समंत पञ्चक)로 알려진 다섯 개의 웅덩이에 채웠다. 그는 나중에 엄격한 고행으로 자신의 죄를 속죄했다. 이 다섯 웅덩이는 신성하게 여겨진다.
아누크라마니카 파르바는 사만타 판차카가 쿠루크셰트라 근처 어딘가에 위치한다고 말한다. 또한 판다바들이 쿠루크셰트라 전쟁 전에 사만타 판차카 근처에서 몇 가지 종교 의식을 수행했다고 언급한다.

## 파라슈라마 크셰트라
전설에 따르면 파라슈라마는 마헨드라기리 산으로 은퇴하기 전에 자신의 도끼를 아라비아해에 던졌고, 그곳에서 땅이 솟아올라 파라슈라마 크셰트라라고 불리게 되었다.
푸라나에 언급된 '파라슈라마 크셰트라'(파라슈라마의 땅)에 대한 많은 해석이 있다.
고카르나에서 칸야쿠마리까지의 인도 서해안 지역은 파라슈라마 크셰트라로 알려져 있었다.
콘칸 지역도 파라슈라마 크셰트라로 간주되었다.
고대 사프타콘카나는 사하드리칸다에 기술된 약간 더 넓은 지역으로, 파라슈라마크셰트라(산스크리트어로 "파라슈라마의 땅")라고 불리며, 바피에서 타피까지는 구자라트주 남부 지역이다. 이 지역은 "파르슈람 니 붐미"라고 불린다.

## 도상학

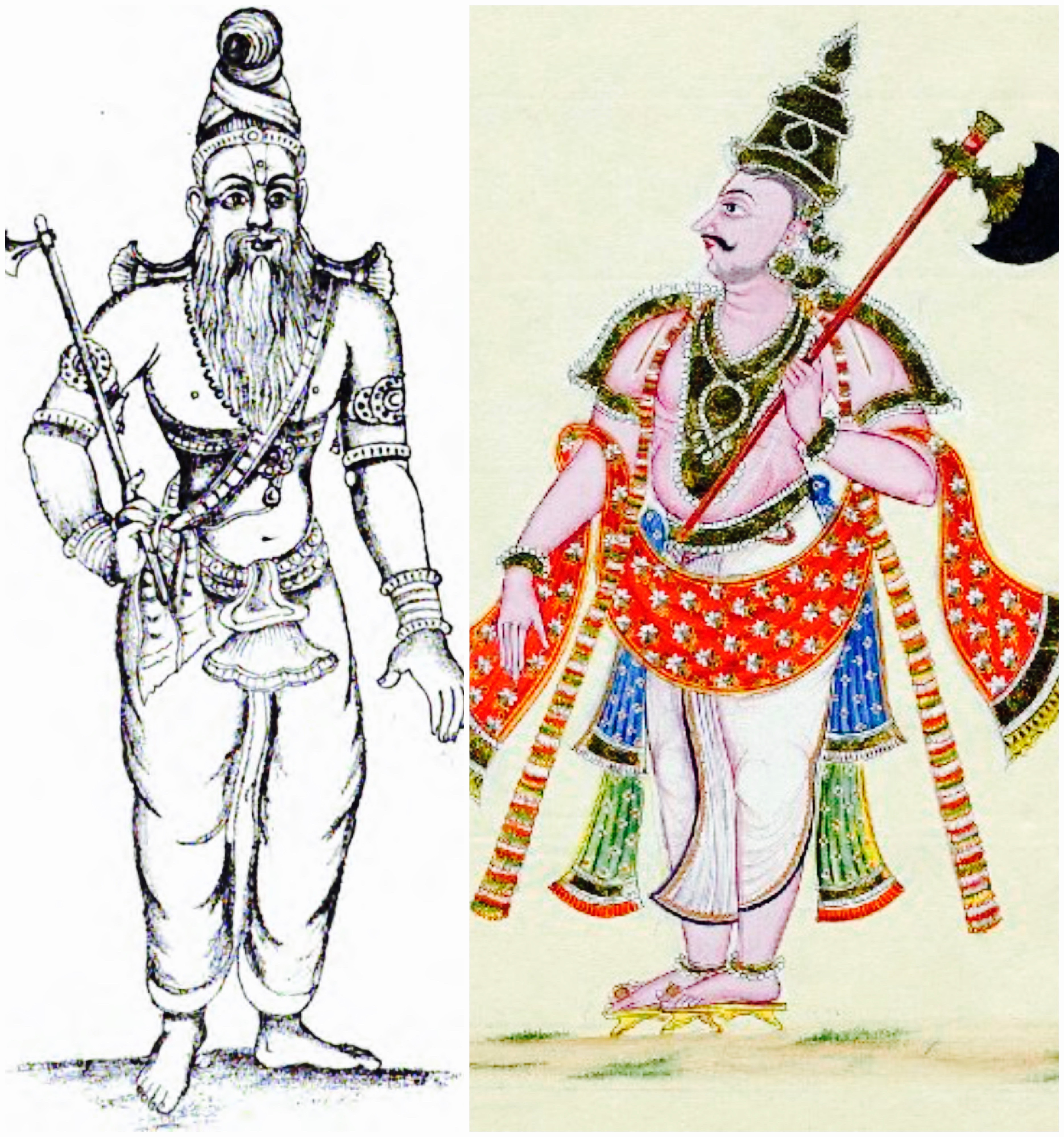
파라슈라마와 그의 도끼 (두 가지 표현)

비슈누다르모타라 푸라나와 루파만다나 같은 힌두교 도상학 문헌은 그를 땋은 머리에 두 손을 가진 남자로 묘사하며, 한 손에는 도끼를 들고 있다. 그러나 아그니 푸라나는 그의 도상학을 네 손으로 묘사하며, 도끼, 활, 화살, 칼을 들고 있다. 바가바타 푸라나는 그의 상징을 도끼, 활, 화살, 방패를 든 전사와 같이 네 손을 가진 모습으로 묘사한다. 전사임에도 불구하고, 힌두 사원 내부에서 전쟁 장면에 묘사되는 경우는 드물다 (바솔리 사원이 그러한 예외 중 하나이다). 일반적으로 그는 두 손을 가진 모습으로, 오른손에 도끼를 들고 앉아 있거나 서 있는 모습으로 나타난다.

## 사원 목록
| 이름              | 신                 | 위치                     | 주                     | 이미지       | 특색 |
| ----------------- | ------------------ | ------------------------ | ---------------------- | ------------ | --- |
| 아난테스와라 사원 | 파라슈라마         | 우두피                   | 카르나타카주           |              | 파라슈라마는 링감의 형태로 숭배된다.                                                                                 |
| 파라슈라마 사원   | 파라슈람           | 티루발람, 티루바난타푸람 | 케랄라주               |              | |
| 아티아랄라 사원   | 파라슈라마         | 라잠페트                 | 안드라프라데시주       |              | |
| 108 시바 사원     | 시바               | 108개 지역               | 카르나타카주, 케랄라주 |              | 파라슈라마에 의해 봉헌된 것으로 믿어진다                                                                             |
| 파라슈람 쿤드     | 파라슈람           | 로히트 지구              | 아루나찰프라데시주     |              | 순례자들은 매년 겨울, 특히 마카르 산크란티 날에 성스러운 목욕을 하기 위해 방문하는데, 이는 죄를 씻어낸다고 믿어진다. |
| 마후르가드        | 레누카, 파라슈라마 | 난데드 지구              | 마하라슈트라주         |              | 샤크티 피타 성지 |
| 파라슈라마 사원   | 파라슈라마         | 치플룬, 라트나기리 지구  | 마하라슈트라주         |              | |
| 파르슈람 만디르   | 파라슈라마         | 모카마                   | 비하르주               |              | 칼라시 야트라 |
| 파라슈라마 사원   | 파라슈라마         | 콜루르                   | 카르나타카주           |              | |
|                   | 파라슈라마 사원    | 파라슈라마               | 코테슈와라             | 카르나타카주 | |
| 파라슈라마 사원   | 파라슈라마         | 쿠케 수브라마냐          | 카르나타카주           |              | |
| 파라슈라마 사원   | 파라슈라마         | 우두피                   | 카르나타카주           |              | |
| 파라슈라마 사원   | 파라슈라마         | 고카르나                 | 카르나타카주           |              | |
| 파라슈라마 사원   | 파라슈라마         | 아네구데 (쿰바시)        | 카르나타카주           |              | |
| 파라슈라마 사원   | 파라슈라마         | 샨카라나라야나           | 카르나타카주           |              | |

## 갤러리

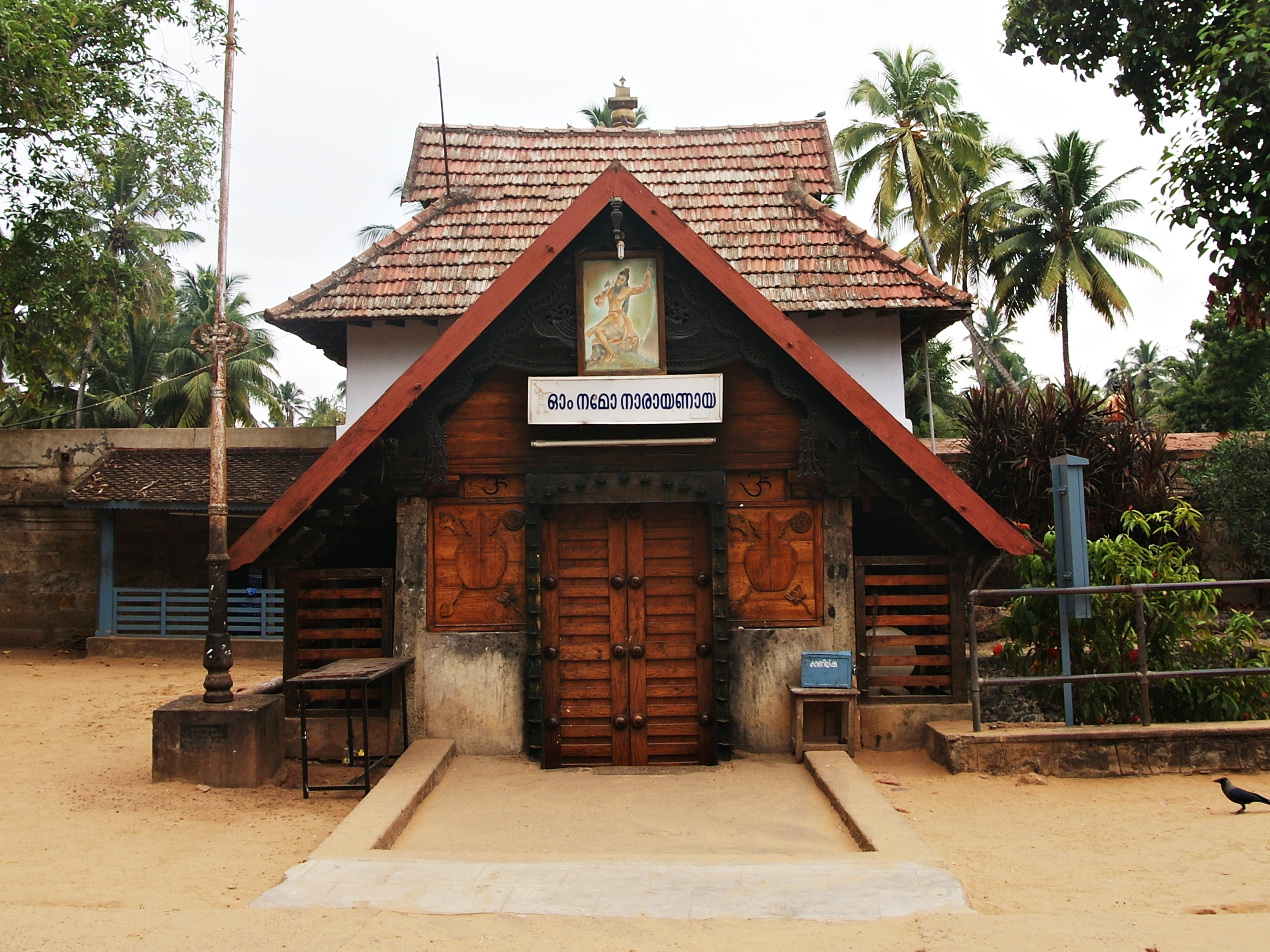
케랄라주 티루바난타푸람의 파라슈라마 사원
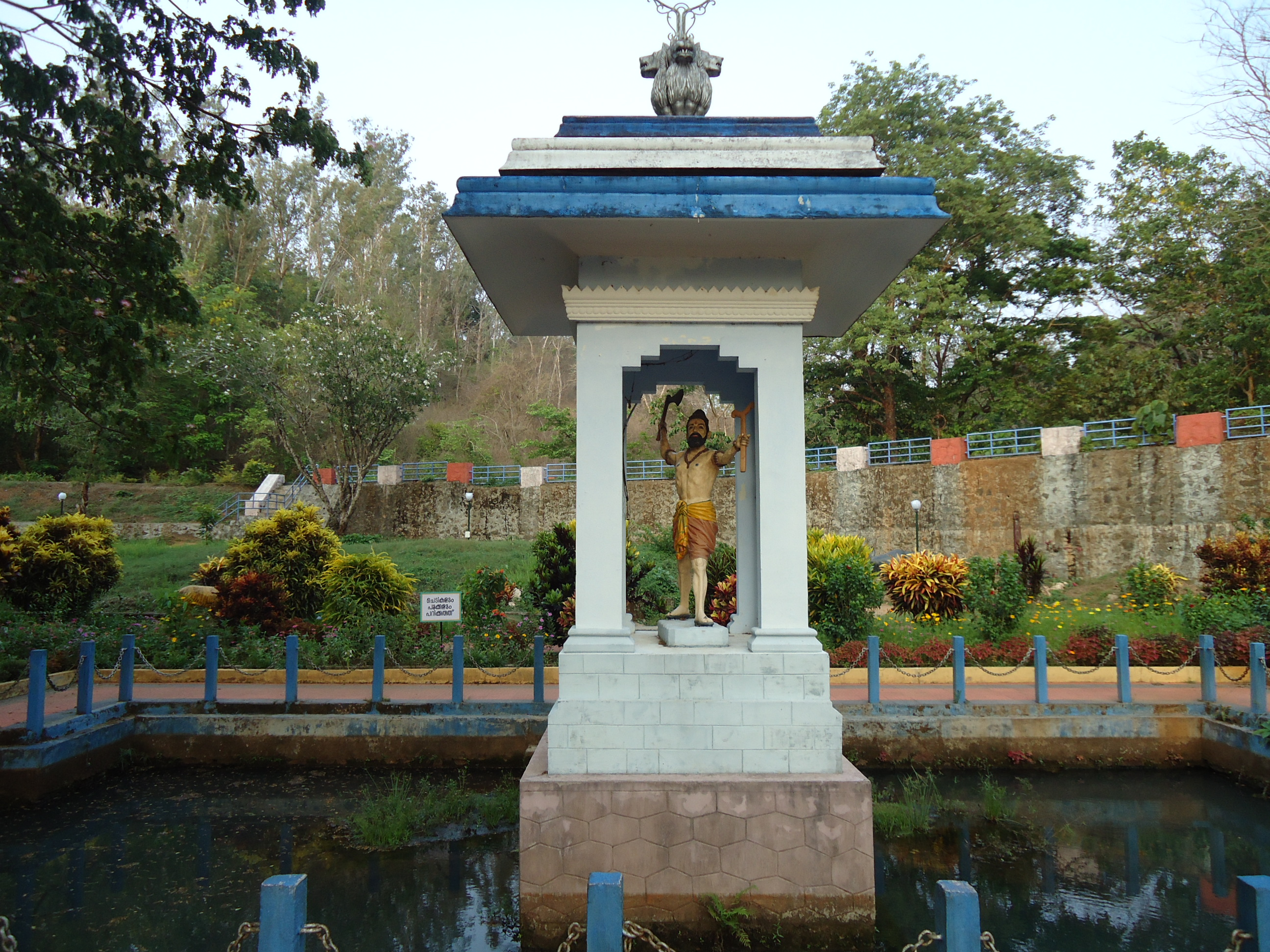
정원의 파라슈라마
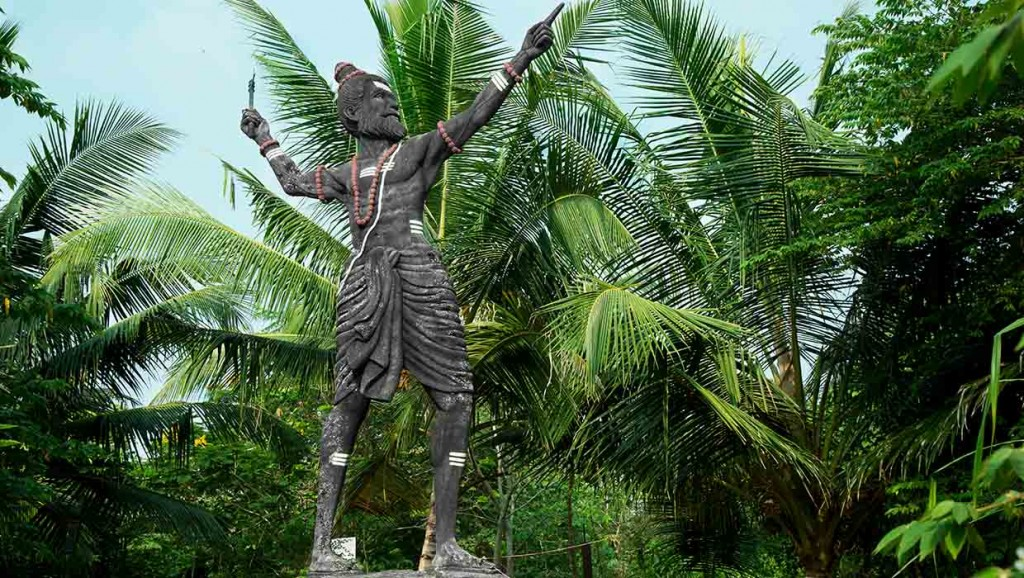
카두투루티 망고 메도우즈 농업 테마파크의 동상
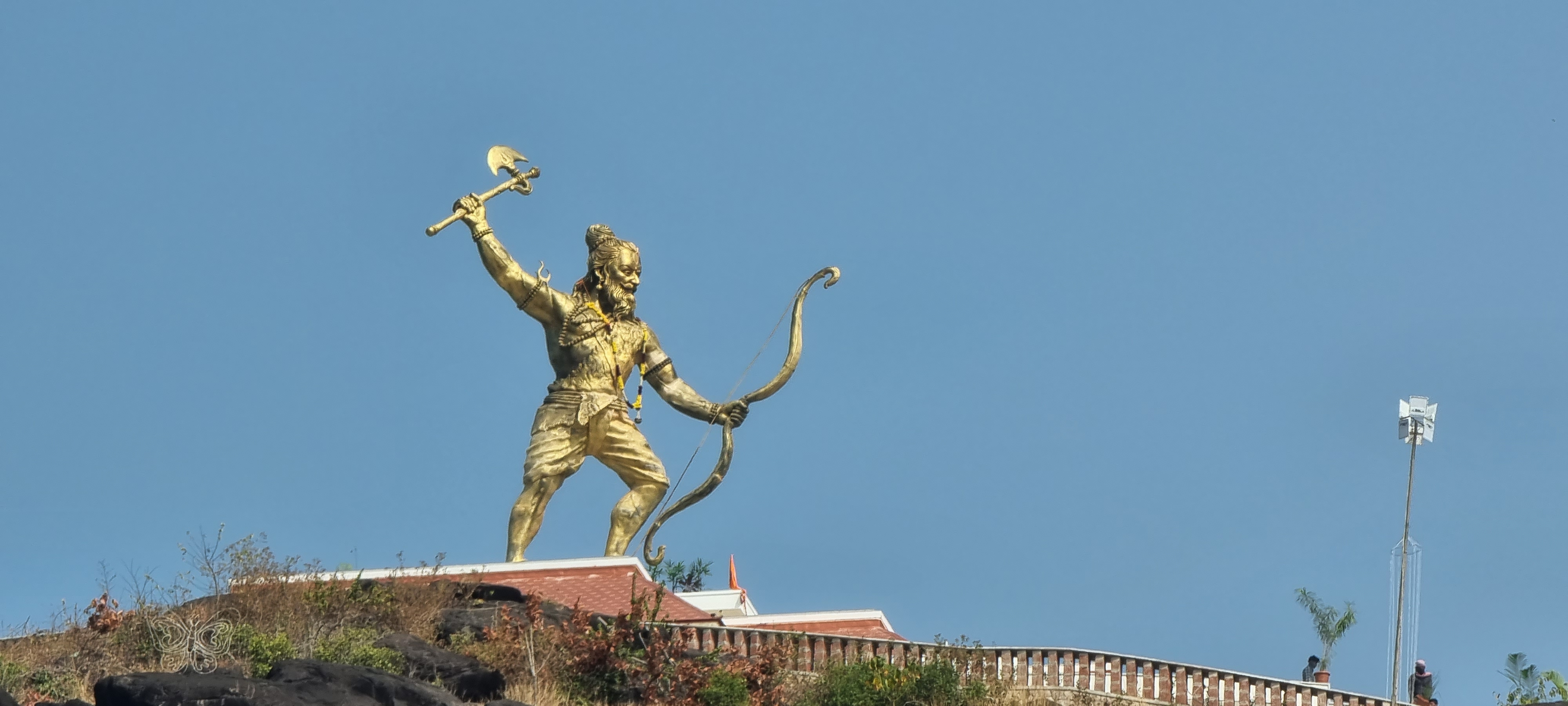
우두피 바일루르의 동상
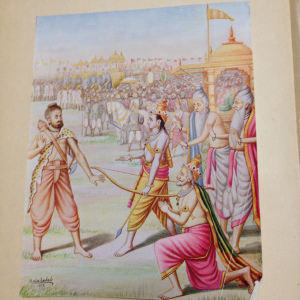
라마와 파라슈라마, 다샤라타와 함께

## 대중문화에서
파라슈라마 아바타라는 스트루슈티(세상)의 안녕을 위해 가혹해야 하는 다야(자비)를 보여주는 엄격하고 포기하지 않는 측면을 상징한다.
자나파브 언덕 꼭대기에는 파라슈라마가 시바 신을 숭배했다고 믿어지는 시바 사원이 있는데, 이 아슈람은 그의 아버지의 이름을 따서 자마다그니 아슈람으로 알려져 있다. 이곳에는 또한 주 정부가 개발 중인 쿤드(연못)도 있다.
우타르프라데시주 동부와 비하르주의 부미하르 카스트는 파라슈람의 후손임을 주장한다. 파라슈라마가 크샤트리야처럼 전쟁을 수행한 브라만이었기 때문에, 부미하르들은 두 바르나의 특성을 모두 주장한다.
칸나다어 민속, 특히 데바다시가 부르는 종교적인 노래에서 그는 종종 옐람마의 아들로 언급된다. 파라슈라마 전설은 폭력, 보복의 순환, 크로다(분노)의 충동, 크로다의 부적절함, 그리고 회개에 대한 논의로 유명하다.

### 설명주
1. ↑  마하바라타에는 다르마적(도덕적) 아르주나와 아다르마적(부도덕적) 아르주나 모두에 대한 전설이 포함되어 있다; 일부 버전에서는 아르주나 카르타비리야가 모든 사람에게 다양한 정도의 선과 악이 있다는 힌두교 신념과 일치하는 혼합된 도덕적-부도덕적 특성을 가지고 있다.[9]
2. ↑  산스크리트 서사시는 그의 시에서 파라슈라마의 여러 이름을 사용한다: 파라슈라마, 자마다그냐, 라마(그의 이름이 단축되었지만, 라마야나의 라마와 혼동하지 말 것), 등.[32]
3. ↑  이 경전들은 또한 파라슈라마가 살아있는 동안 비슈누의 본질을 잃었고, 비슈누는 나중에 라마로 완전한 아바타라로 나타났으며, 이후에는 크리슈나로 나타났다고 언급한다.[9]

### 참조주
1. ↑  “Story of Jamadagni”. 2019년 1월 28일.
2. 1 2 3  Julia Leslie (2014). 《Myth and Mythmaking: Continuous Evolution in Indian Tradition》. Taylor & Francis. 63–66 with footnotes쪽. ISBN 978-1-136-77888-9.
3. ↑  Chakraborty, Yogabrata (2023년 6월 28일). “পুরীধাম ও জগন্নাথদেবের ব্রহ্মরূপ বৃত্তান্ত” [Puridham and the tale of lord Jagannath's legendary 'Bramharup']. 《dainikstatesmannews.com》 (벵골어). Kolkata: Dainik Statesman (The Statesman Group). 4쪽. 2023년 6월 28일에 원본 문서에서 보존된 문서. 2023년 6월 28일에 확인함.
4. 1 2  Coulter, Charles Russell; Turner, Patricia (2013년 7월 4일). 《Encyclopedia of Ancient Deities》 (영어). Routledge. ISBN 978-1-135-96390-3.
5. 1 2 3  Constance Jones; James D. Ryan (2006). 《Encyclopedia of Hinduism》. Infobase Publishing. 324쪽. ISBN 978-0-8160-7564-5.
6. 1 2 3 4  James G. Lochtefeld (2002). 《The Illustrated Encyclopedia of Hinduism: N–Z》. The Rosen Publishing Group. 500–501쪽. ISBN 978-0-8239-3180-4.
7. ↑  “Parashurama | Hindu mythology”. 2024년 8월 6일.
8. ↑  Khazan Ecosystems of Goa: Building on Indigenous Solutions to Cope with Global Environmental Change (Advances in Asian Human-Environmental Research) (1995). 《Khazan Ecosystems of Goa: Building on Indigenous Solutions to Cope with Global Environmental Change》. Abhinav Publications. 29쪽. ISBN 978-9400772014.
9. 1 2 3 4 5 6 7  Lynn Thomas (2014).  Julia Leslie, 편집. 《Myth and Mythmaking: Continuous Evolution in Indian Tradition》. Routledge. 64–66 with footnotes쪽. ISBN 978-1-136-77881-0.
10. 1 2 3 4  Thomas E Donaldson (1995).  Umakant Premanand Shah, 편집. 《Studies in Jaina Art and Iconography and Allied Subjects in Honour of Dr. U. P. Shah》. Abhinav Publications. 159–160쪽. ISBN 978-81-7017-316-8.
11. ↑  Valmiki. 《The Ramayana》. 139–144쪽.
12. ↑  Uberoi, Meera (2005). 《The Mahabharata》 (영어). Penguin Books India. 25쪽. ISBN 978-0-14-303358-5.
13. ↑  Kisari Mohan Ganguli. “Section CLXXXI”. 《The Mahabharata, Book 5: Udyoga Parva》. Sacred-texts.com.
14. ↑  Mani, Vettam (1975). 〈Amba〉. 《Puranic Encyclopaedia: a Comprehensive Dictionary with Special Reference to the Epic and Puranic Literature》. Motilal Banarsidass Publishers. 27–29쪽. ISBN 978-0-8426-0822-0.
15. ↑  Kisari Mohan Ganguli. “Section CLXXXVIII”. 《The Mahabharata, Book 5: Udyoga Parva》. Sacred-texts.com.
16. ↑  Kisari Mohan Ganguli. “Section CLXXXIX”. 《The Mahabharata, Book 5: Udyoga Parva》. Sacred-texts.com.
17. 1 2  Menon, A. Sreedhara (1987). 《Kerala History and its Makers》. D C Books. 24쪽. ISBN 978-8126421992.
18. ↑  Ancient Indian History By Madhavan Arjunan Pillai, p. 204 [{{{설명}}}]
19. ↑  S. C. Bhatt, Gopal K. Bhargava (2006) "Land and People of Indian States and Union Territories: Volume 14", p. 18
20. ↑  Aiya VN (1906). 《The Travancore State Manual》. Travancore Government Press. 210–12쪽. 2007년 11월 12일에 확인함.
21. ↑  Srinivisa Iyengar, P. T. (1929). 《History of the Tamils: From the Earliest Times to 600 A.D.》. Madras: Asian Educational Services. 515쪽. ISBN 978-8120601451.
22. ↑   Shree Scanda Puran (Sayadri Khandha) – Ed. Dr. Jarson D. Kunha, Marathi version Ed. by Gajanan Shastri Gaytonde, published by Shree Katyani Publication, Mumbai
23. ↑  Gomantak Prakruti ani Sanskruti Part 1, p. 206, B. D. Satoskar, Shubhada Publication
24. ↑  Aiya VN (1906). 《The Travancore State Manual》. Travancore Government Press. 210–212쪽. 2007년 11월 12일에 확인함.
25. ↑  Cornelia Dimmitt (2012). 《Classical Hindu Mythology: A Reader in the Sanskrit Puranas》. Temple University Press. 82–85쪽. ISBN 978-1-4399-0464-0.
26. ↑  Thomas E Donaldson (1995).  Umakant Premanand Shah, 편집. 《Studies in Jaina Art and Iconography and Allied Subjects in Honour of Dr. U.P. Shah》. Abhinav Publications. 174–175쪽. ISBN 978-81-7017-316-8.
27. ↑  Thomas E Donaldson (1995).  Umakant Premanand Shah, 편집. 《Studies in Jaina Art and Iconography and Allied Subjects in Honour of Dr. U.P. Shah》. Abhinav Publications. 160–161쪽. ISBN 978-81-7017-316-8.
28. ↑  Ganguly KM (1883). “Drona Parva Section LXX”. 《The Mahabharata of Krishna-Dwaipayana Vyasa》. Sacred Texts. 2016년 6월 15일에 확인함.
29. 1 2  Daniel E Bassuk (1987). 《Incarnation in Hinduism and Christianity: The Myth of the God-Man》. Palgrave Macmillan. 30쪽. ISBN 978-1-349-08642-9.
30. ↑  Kisari Mohan Ganguli (1896). “Mahabaratha, Digvijaya yatra of Karna”. 《The Mahabharata》. Sacred Texts. 2015년 6월 11일에 확인함.
31. ↑  Lynn Thomas (2014).  Julia Leslie, 편집. 《Myth and Mythmaking: Continuous Evolution in Indian Tradition》. Routledge. 66–69 with footnotes쪽. ISBN 978-1-136-77881-0.
32. ↑  Lynn Thomas (2014).  Julia Leslie, 편집. 《Myth and Mythmaking: Continuous Evolution in Indian Tradition》. Routledge. 69–71 with footnotes쪽. ISBN 978-1-136-77881-0.
33. ↑  L Eck, Diana (2012년 3월 27일). 《India : A Sacred Geography》 (영어). Harmony/Rodale. 37쪽.
34. ↑  Stanley Wolpert (2006), Encyclopedia of India, Thomson Gale, ISBN 0-684-31350-2, page 80
35. ↑  Chandra, Suresh (1998). 《Encyclopedia of Hindu Gods & Goddesses》. Sarup & Sons. 376쪽. ISBN 9788176250399.
36. 1 2  Thomas E Donaldson (1995).  Umakant Premanand Shah, 편집. 《Studies in Jaina Art and Iconography and Allied Subjects in Honour of Dr. U.P. Shah》. Abhinav Publications. 178–180쪽. ISBN 978-81-7017-316-8.
37. ↑  G. Kameshwar (2004). 《Tulu Tales: A Soota Chronicle》. Rupa & Company. 31쪽. ISBN 9788129104274. The association of Parasurama, an incarnation of Vishnu, with the Linga, came to be known as Anantheshwara and the place of worship is the present Anantheshwara temple.
38. ↑  “Thousands gather at Parshuram Kund for holy dip on Makar Sankranti”. The News Mill. 2017년 1월 13일. 2017년 1월 13일에 확인함.
39. ↑  “70,000 devotees take holy dip in Parshuram Kund”. 《Indian Express》. 2013년 1월 18일. 2014년 6월 29일에 확인함.
40. ↑  “दशावतार कीर्तनमाला  परशुराम अवतार श्रावण विशेष ह.भ.प. डॉ. चारुदत्तबुवा आफळे #vishnu Dashavtarv”. 2024년 8월 17일.
41. ↑  “Janapav to be developed into international pligrim centre”. 《One India》. 2008년 5월 8일. 2019년 11월 17일에 확인함.
42. ↑  “सभी भूमिहार-ब्राह्मण परशुराम के वंशज: आशुतोष”. 《힌두스탄》. 2024년 1월 2일.
43. ↑  “भूमिहार ब्राह्मण एकता व संस्कार मंच ने मनाई परशुराम जयंती”. 《다이니크 바스카르》.
44. ↑  “Bihar Politics: बिहार में 'भगवान परशुराम वंशियों' के गढ़ में कड़ी फाइट, इस दफे फायरब्रांड के लिए आसान नहीं मैदान”. 《Navbharat Times》 (힌디어). 2024년 10월 22일에 확인함.
45. ↑  “मुजफ्फरपुर में भगवान परशुराम की मूर्ति स्थापित करेगा भूमिहार ब्राह्मण सामाजिक फ्रंट - Bhumihar Brahmin Social Front to install statue of Lord Parashurama in Muzaffarpur”. 《Jagran》 (힌디어). 2024년 10월 22일에 확인함.
46. ↑  Thomas E Donaldson (1995).  Umakant Premanand Shah, 편집. 《Studies in Jaina Art and Iconography and Allied Subjects in Honour of Dr. U.P. Shah》. Abhinav Publications. 161–70쪽. ISBN 978-81-7017-316-8.

### 참고 문헌
- KM, Ganguly (2016) [1883]. 《The Mahabharata of Krishna-Dwaipayana Vyasa》 Drona Parva Section LXX판. Sacred Texts.
- Mackenzie, Donald A (1913). 《Indian Myth and Legend》. Sacred Texts.